# Cadulus valdiviae
Cadulus valdiviae is een Scaphopodasoort uit de familie van de Gadilidae. De wetenschappelijke naam van de soort is voor het eerst geldig gepubliceerd in 1932 door Jaeckel.